# Rajon Sokuluk
Sokuluk ist ein Rajon (Landkreis) im Oblus Tschüi im Norden Kirgisistans. Nach einem Zensus aus dem Jahr 2009 leben 159.231 Menschen in dem Rajon, dessen Hauptort die gleichnamige Ortschaft Sokuluk ist. Nach der darauffolgenden Volkszählung im Jahr 2022 lebten 257.959 Menschen im Rajon.

## Lage
Der Rajon mit einer Fläche von 2550 Quadratkilometern liegt im Norden des Landes. Im Süden grenzt Sokuluk an den Rajon Panfilow mit dem Hauptort Kajyngdy, westlich schließt sich der Rajon Moskwa mit dem Hauptort Belowodsk, östlich der Rajon Alamüdün, der die kirgisische Hauptstadt Bischkek umschließt, die eine eigene Verwaltungseinheit bildet, an. Im Norden grenzt der Rajon Sokuluk an das Nachbarland Kasachstan, der Ort Kamyschanowka ist der wichtigste Ort im Grenzgebiet auf kirgisischer Seite.

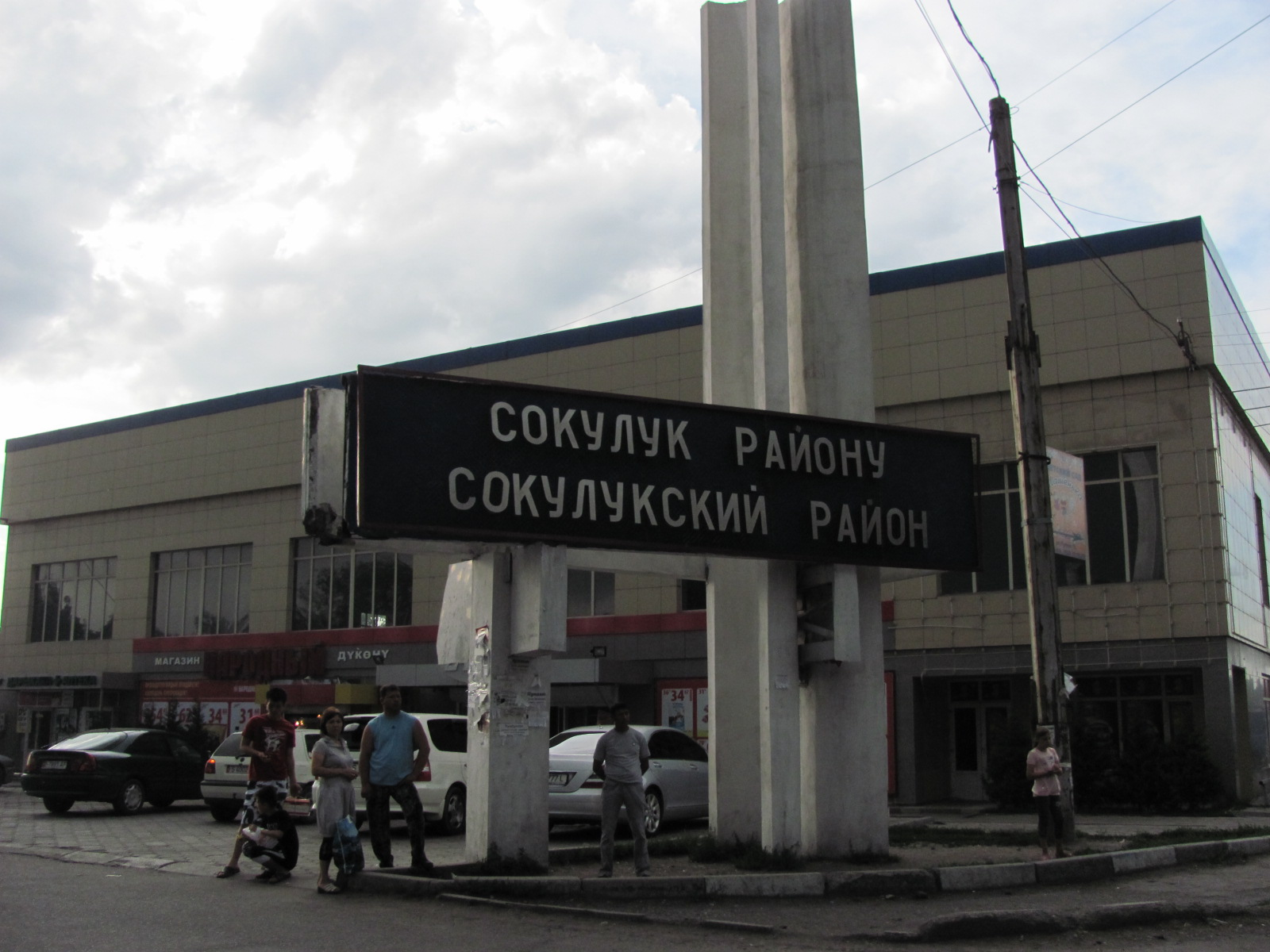
Grenze zwischen dem Rajon Sokuluk und dem Rajon Alamüdün

Die Geographie der Region ist geprägt von den nördlichen Ausläufern des Kirgisisches Gebirges, das sich bis in den Süden des Rajons erstreckt. Dort befindet sich die Quelle des Flusses Sokuluk, der in den Aksuu mündet, der wiederum ein Nebenfluss des Tschüi ist. Dieser bildet im Nordosten des Rajons die Grenze zu Kasachstan. Das Flusssystem Tschüi und der Große Tschüikanal stellen die Wasserversorgung der Region sicher und werden für die Bewässerung in der Landwirtschaft genutzt. Nach einer Auswertung aus dem Jahr 2004 wurden im Rajon Sokuluk 56.604 Hektar zu landwirtschaftlichen Zwecken bewässert, dies entspricht circa 22 % der Gesamtfläche des Gebiets.

## Verkehr
Die Verkehrsinfrastruktur in der Region profitiert von der Nähe zur Hauptstadt Bischkek im Osten des Rajons. Die kirgisische Fernstraße M39 verläuft in Ost-West-Richtung durch den Rajon. Die Fernstraße ist Teil der Europastraße 40, die vom französischen Calais ins kasachische Ridder führt. Auch die Bahnstrecke Lugowoi–Bischkek, die die kasachische Stadt Lugowoi im Westen und Bischkek im Osten verbindet, verläuft durch den Rajon Sokuluk. Auf der kasachischen Seite der Grenze im Norden des Rajons bildete die A2 eine der wichtigsten Straßenverbindungen der Region und kann von kirgisischer Seite über einen Grenzübergang bei Kamyschanowka erreicht werden.

## Orte
Der größte Ort des Rajons ist der Hauptort Sokuluk mit 30.185 Einwohnern (2022). Weitere wichtige Orte sind Schopokow mit 10.018 Einwohnern, Dschangy-Dscher mit 6.383 Einwohnern und Kysyl-Tuu mit 6.336 Einwohnern.